# Campionati oceaniani di badminton a squadre 2018
I Campionati oceaniani di badminton a squadre 2018 si sono svolti a Hamilton, in Nuova Zelanda, dal 6 al 7 febbraio 2018. È stata la 2ª edizione del torneo, organizzato dalla Badminton Oceania.

## Podi
| Evento           | Oro       | Argento       | Bronzo          |
| Torneo maschile  | Australia | Nuova Zelanda | Nuova Caledonia |
| Torneo femminile | Australia | Nuova Zelanda | Figi            |